# Elecciones estatales extraordinarias de Tlaxcala de 2014
Las elecciones extraordinarias estatales de Tlaxcala de 2014 tuvieron lugar el domingo 23 de febrero de 2014, y ellas fueron los cargos de elección popular en el estado mexicano de Tlaxcala:
- Presidente Municipal de Acuamanala y sus regidores, electo para un período extraordinario de tres años. El candidato municipal electo fue Alejandrino Espinosa Montes.

## Resultados Electorales

### Municipio

#### Acuamanala de Miguel Hidalgo
- Alejandrino Espinosa Montes  Hecho